# Veraldo Vespignani
Veraldo Vespignani (Imola, 9 agosto 1921 – Imola, 19 febbraio 1996) è stato un politico italiano.

## Biografia
Arruolatosi come volontario alla scoppio della seconda guerra mondiale, dopo la firma dell'Armistizio nel 1943 entra nelle prime formazioni organizzative del CLN.
Iscritto al Partito Comunista Italiano, viene eletto prima consigliere comunale della città di Imola e poi dal 1948 al 1962 ricopre la carica di sindaco della città. Nel 1963 viene eletto alla Camera dei Deputati, dove rimane in carica per tre legislature, fino al 1976.
Muore all'età di 74 anni nel febbraio 1996.